# Mercedes-Benz W24
La Mercedes-Benz 540K (W24) est un modèle d'automobile du constructeur allemand Mercedes-Benz construite entre 1934 et 1936. Elle est dessinée par le designer Friedrich Geiger.

## Historique

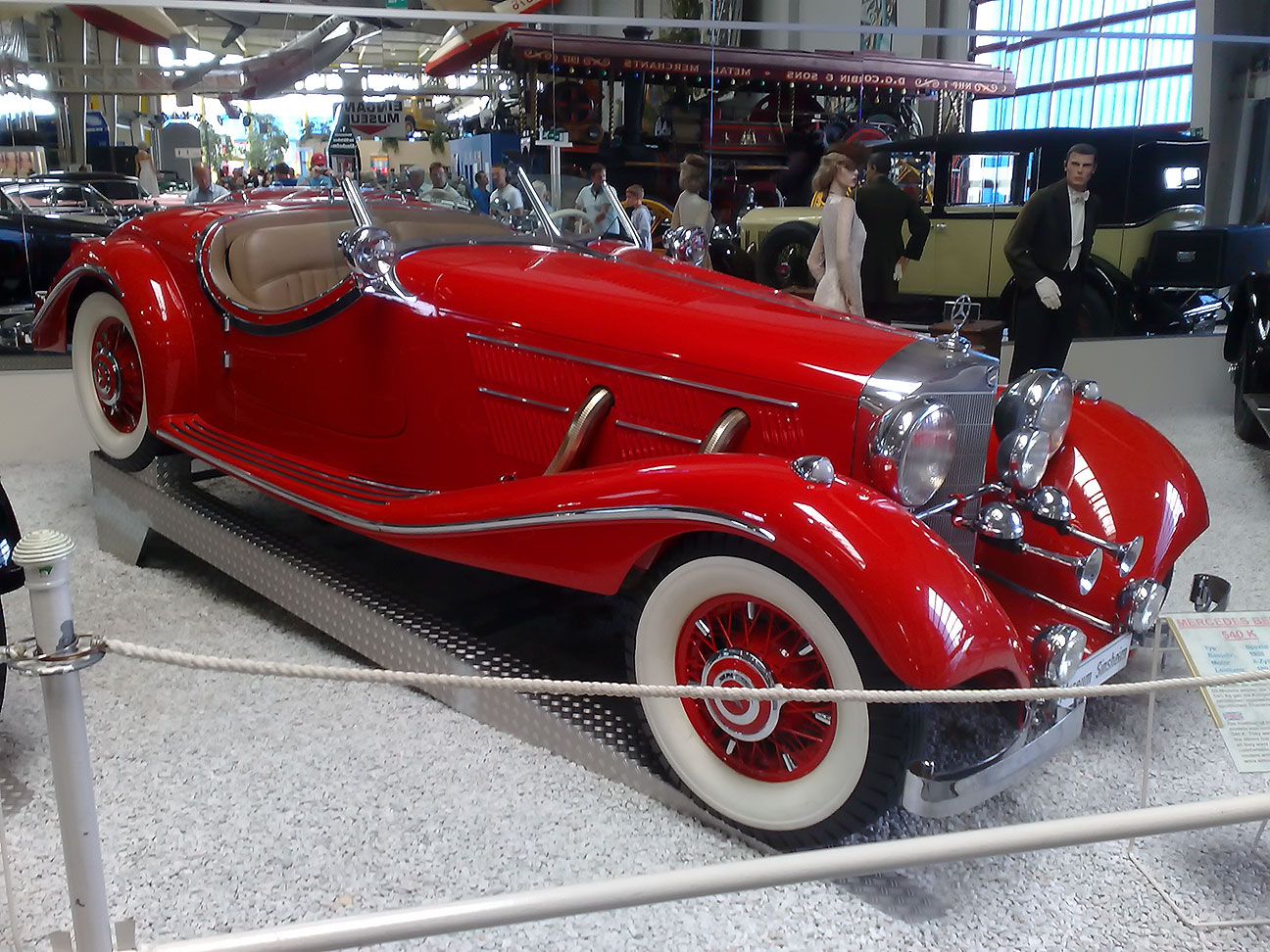
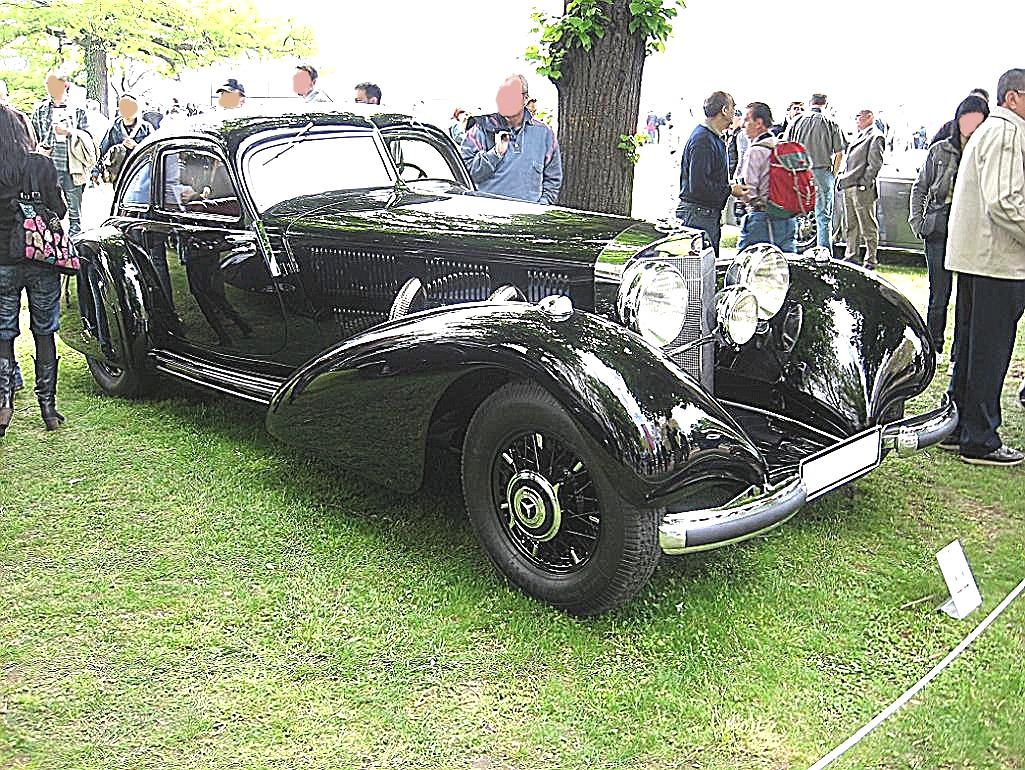
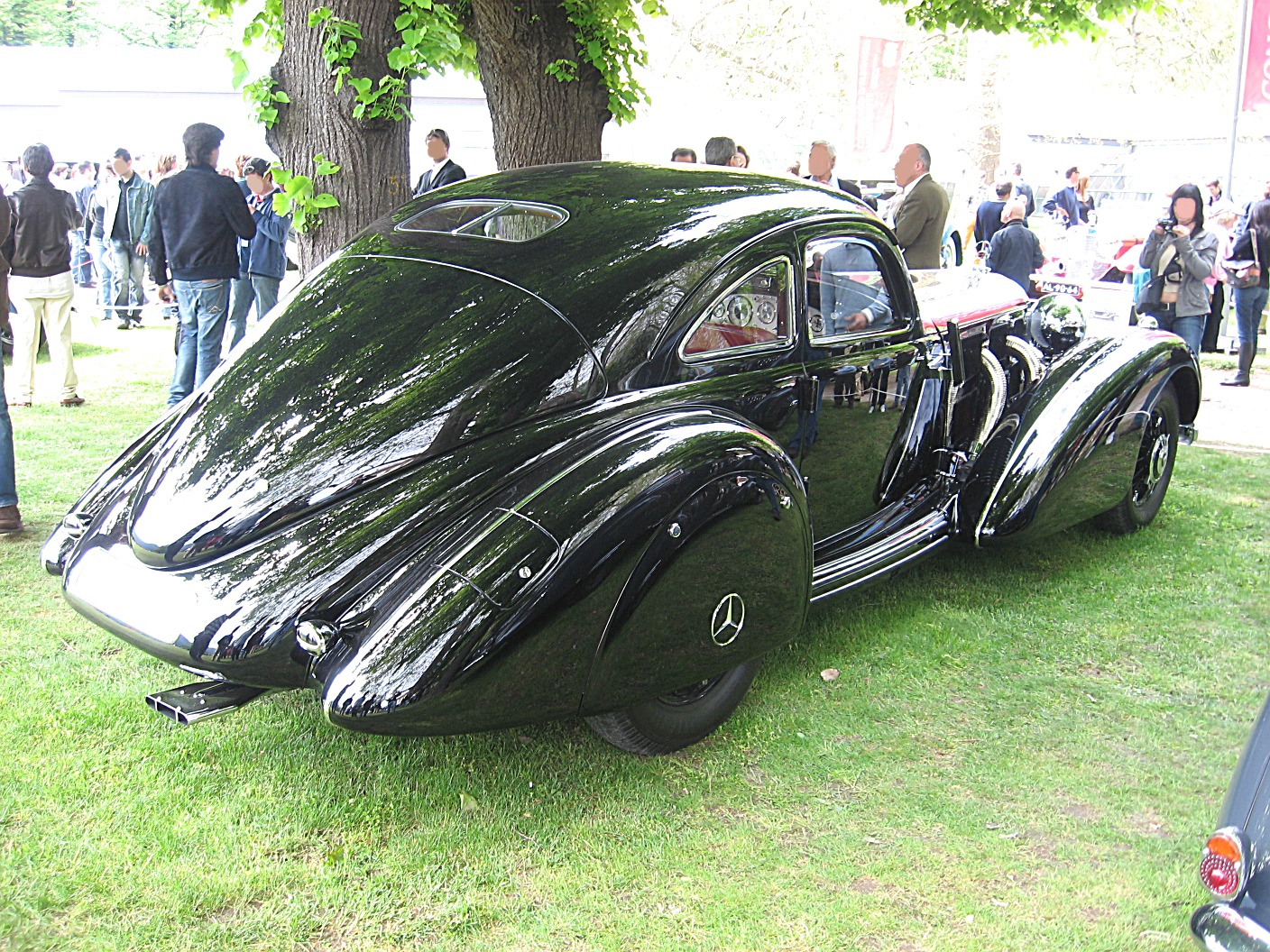

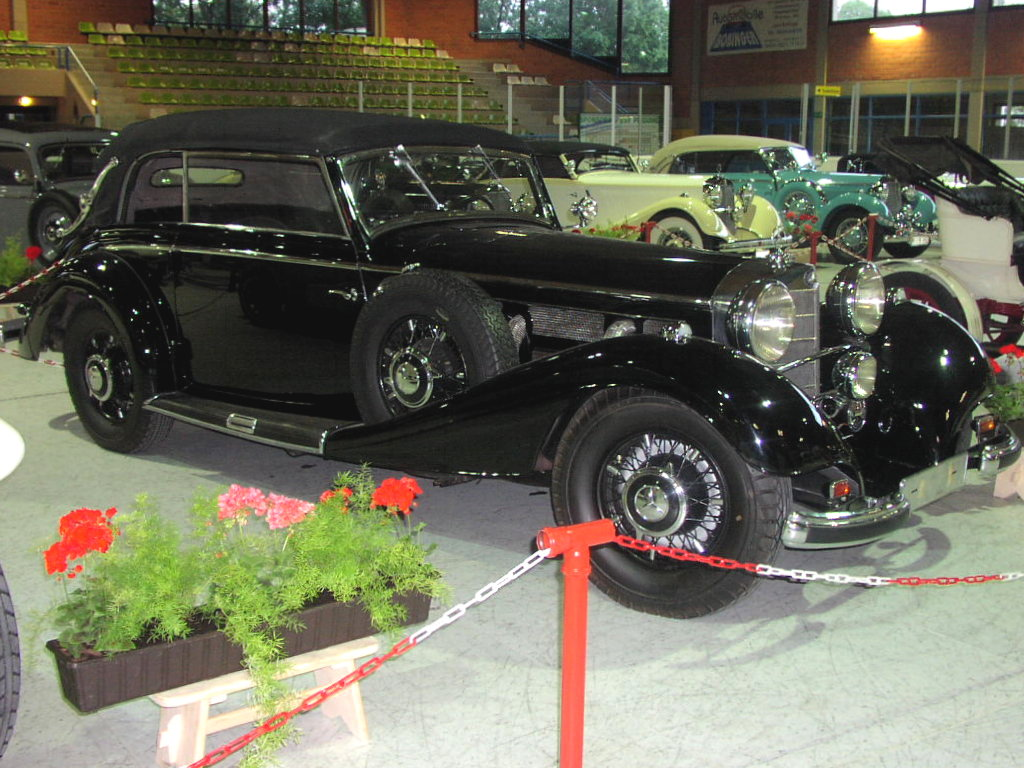
Mercedes-Benz 540K de 1936
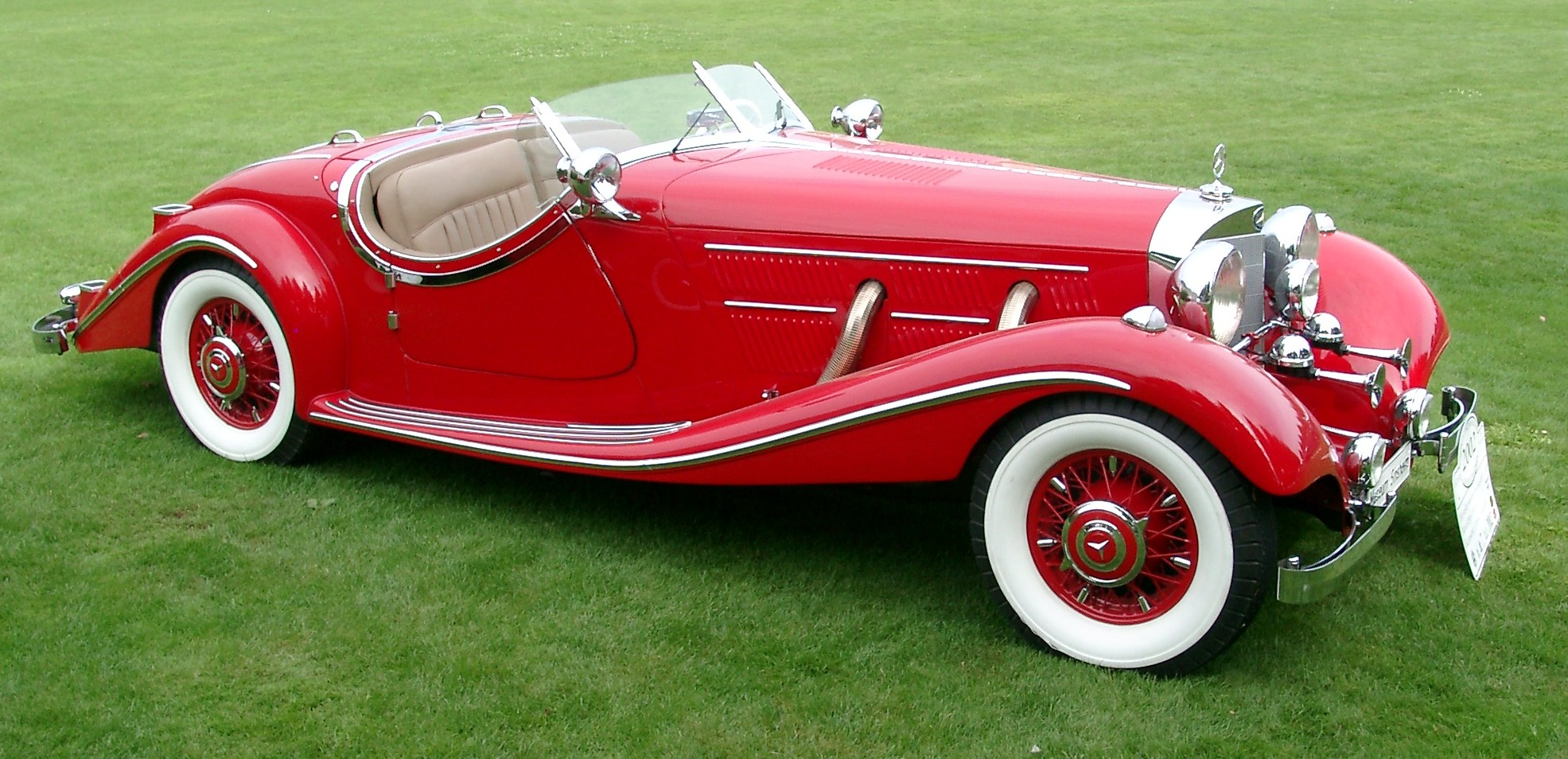
Mercedes-Benz 540K Roadster
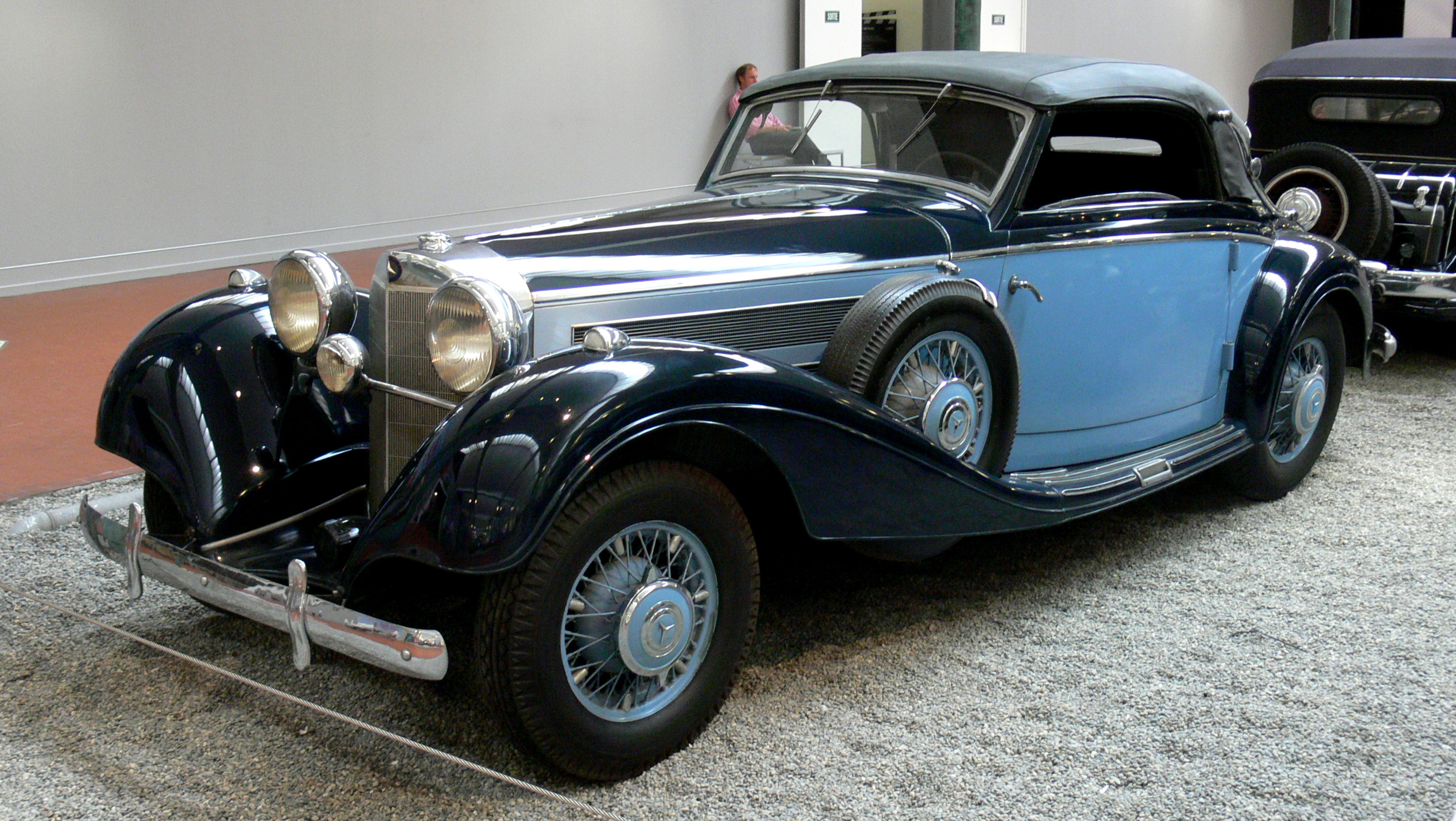
Mercedes-Benz 540K